# Колимски залив
Колимският залив (якутски: Халыма хомото, Xalıma xomoto; руски: Колымский залив) е залив на Източносибирско море.
Западната му граница са североизточните части на Колимската низина в близост до Мечите острови, а на югоизток – делтата на река Колима. Ширина във входа (между нос Крестовски и село Амбарчик) 110 km. Широко е открит на север, а е врязан в сушата на 48 km. Дълбочината му е между 4 и 9 m.  
Река Колима се влива в южната му част, формирайки огромна делта с голям брой острови, най-големите от които са: Каменка, ГУСМП, Сухарний, Столбик, Таишевский, Щормовой. В западната му част се влива река Голяма Чукоча, а в югозападната – Конковая. Бреговата му линия е предимно низинна изпъстрена с езера и блата. Дъното му е покрито с тиня и пясък. Замръзва за около девет месеца в година, а приливите са полуденонощни и с височина от 0.2 m.
Административно влиза в състава на Република Якутия.